# Красна Лука (Словаччина)
Красна Лука (словац. Krásna Lúka) — село в Словаччині, Сабинівському окрузі Пряшівського краю. Розташоване в північно-східній частині Словаччини в північно-східній частині Левоцьких гір в долині Кучмановського потока.
Уперше згадується у 1329 році.
У селі є римо—католицький костел з 1295 року в стилі ранньої готики, перебудований у другій половині 15 століття та у 1722 році в стилі бароко.

## Населення
| Рік:            | 1994. | 2004.   | 2014.   | 2024.   |
| --------------- | ----- | ------- | ------- | ------- |
| Кількість осіб: | 692   | 743     | 705     | 647     |
| Різниця:        |       | +7,36 % | -5,11 % | -8,22 % |

| Рік:            | 2023. | 2024.   |
| --------------- | ----- | ------- |
| Кількість осіб: | 640   | 647     |
| Різниця:        |       | +1,09 % |

У селі проживає 714 осіб.
Національний склад населення (за даними останнього перепису населення — 2001 року):
- словаки — 99,30 %,
- чехи — 0,14 %,
- українці — 0,14 %.

Склад населення за приналежністю до релігії станом на 2001 рік:
- римо-католики — 99,03 %,
- греко-католики — 0,56 %,
- не вважають себе вірянами або не належать до жодної вищезгаданої конфесії — 0,42 %.

## Географія
Протікає Кучмановський потік.